# Joaquim Oristrell i Ventura
Joaquim Oristrell i Ventura (Barcelona, 15 de setembre de 1953) és un guionista i director de cinema català, nominat en diverses ocasions als Premis Goya, entre d'altres.

## Filmografia principal
| Any  | Títol                                              | Com       | Com      | Com       | Notes                               |
| Any  | Títol                                              | Guionista | Director | Productor | Notes                               |
| ---- | -------------------------------------------------- | --------- | -------- | --------- | ----------------------------------- |
| 1986 | La noche de la ira                                 | Sí        |          |           | De Javier Elorrieta                 |
| 1989 | Esquilache                                         | Sí        |          |           | De Joaquín Molina i Josefina Molina |
| 1989 | Bajarse al moro                                    | Sí        |          |           | De Fernando Colomo                  |
| 1990 | Don Juan, mi querido fantasma                      | Sí        |          |           | D'Antonio Mercero                   |
| 1992 | Salsa rosa                                         | Sí        |          |           | De Manuel Gómez Pereira             |
| 1992 | Orquesta Club Virginia                             | Sí        |          |           | De Manuel Iborra                    |
| 1993 | ¿Por qué lo llaman amor cuando quieren decir sexo? | Sí        |          |           | De Manuel Gómez Pereira             |
| 1993 | La Lola se va a los puertos                        | Sí        |          |           | De Josefina Molina                  |
| 1994 | Alegre ma non troppo                               | Sí        |          |           | De Fernando Colomo                  |
| 1994 | Todos los hombres sois iguales                     | Sí        |          |           | De Manuel Gómez Pereira             |
| 1994 | Mi hermano del alma                                | Sí        |          |           | De Mariano Barroso                  |
| 1995 | Boca a boca                                        | Sí        |          | Sí        | De Manuel Gómez Pereira             |
| 1995 | El efecto mariposa                                 | Sí        |          |           | De Fernando Colomo                  |
| 1996 | El amor perjudica seriamente la salud              | Sí        |          | Sí        | De Manuel Gómez Pereira             |
| 1996 | Éxtasis                                            | Sí        |          |           | De Mariano Barroso                  |
| 1996 | África                                             | Sí        |          |           | D'Alfonso Ungría                    |
| 1996 | Pon un hombre en tu vida                           | Sí        |          |           | D'Eva Lesmes                        |
| 1997 | ¿De qué se ríen las mujeres?                       | Sí        | Sí       | Sí        |                                     |
| 1999 | Entre las piernas                                  | Sí        |          | Sí        | De Manuel Gómez Pereira             |
| 1999 | Novios                                             | Sí        | Sí       | Sí        |                                     |
| 2001 | Sin vergüenza                                      | Sí        | Sí       |           |                                     |
| 2001 | Desafinado                                         |           | Sí       |           | De Manuel Gómez Pereira             |
| 2002 | Majoria absoluta (sèrie)                           | Sí        | Sí       |           | Sèrie de televisió                  |
| 2003 | Els sotasignants                                   | Sí        | Sí       | Sí        |                                     |
| 2004 | Cosas que hacen que la vida valga la pena          | Sí        |          |           | De Manuel Gómez Pereira             |
| 2004 | Inconscients                                       | Sí        | Sí       |           |                                     |
| 2004 | ¡Hay motivo!                                       |           | Sí       |           | Segment "Libre"                     |
| 2005 | Reinas                                             | Sí        |          |           | De Manuel Gómez Pereira             |
| 2005 | Abuela de verano                                   | Sí        | Sí       | Sí        | Sèrie de televisió                  |
| 2006 | Deu ser que ningú és perfecte                      |           | Sí       |           |                                     |
| 2007 | La Via Augusta                                     | Sí        |          |           | Sèrie de televisió                  |
| 2009 | Dieta mediterrània                                 | Sí        | Sí       |           |                                     |
| 2011 | La Trinca: biografia no autoritzada                |           | Sí       |           | Telefilm                            |
| 2012 | Volare                                             | Sí        | Sí       |           | Telefilm                            |